# Трускавец
Трускавец (укр. Трускавець) град је Украјини у Лавовској области. Према процени из 2024. у граду је живело 34.000 становника.

## Историја
Трускавец, тада познат на пољском као Трускавјец, први пут се помиње 1469. године. Пољски краљевски лекар Војћех Очко је први описао локалне воде 1578. године. У то време село је било власништво пољских краљева и налазило се у Русинском војводству у Малопољској провинцији Пољске круне све до Прве поделе Пољске 1772. године, када је Хабзбуршка монархија преузела управљање. Прва купатила су овде отворена 1827. године. Године 1836, Јожеф Мицевски је, уз подршку Агенора Голуховског, покренуо изградњу бањског комплекса. Године 1853, село је посетио надвојвода Карл Лудвиг од Аустрије. Средином 19. века изграђена је католичка црква, финансирана прилозима посетилаца.  Захваљујући либерализацији аустријске политике према мањинама, укључујући и Пољаке, бања је 1880. године постала власништво компаније чији је председник био Адам Станислав Сапиеха. Године 1898, у бањском парку је откривен споменик пољском националном песнику Адаму Мицкјевичу, поводом 100. годишњице његовог рођења.
1911. године је отворена железничка станица, а већ 1913. године град је имао око 5.000 посетилаца годишње. Бања није уништена током Првог светског рата, међутим, број посетилаца је био значајно мањи.
Након распада Аустроугарског царства, Пољско-украјинског рата и Пољско-совјетског рата, Трускавец је поново постао део Пољске. Административно, био је седиште општине Трускавец, која се налазила у округу Дрогобич у Лавовском војводству. Пошто бања није уништена у овим сукобима, активности су брзо настављене, већ 1920. године  и Трускавец се убрзо појавио на мапи дестинација као популарна бањска дестинација. Двадесетих и тридесетих година 20. века овде је изграђено скоро 300 хотела, вила и пансиона. Град је награђен са три златне медаље као најбољи бањски центар у земљи. Поред Крињице-Здроја, то је било најпосећеније и најпопуларније летовалиште у Пољској. Бројне значајне пољске личности посетиле су Трускавец током тог доба, укључујући политичаре (Станислав Војцеховски, Јозеф Пилсудски, Винценти Витос, Игнаци Дашињски ), уметнике (Еугениуш Бодо, Адолф Димша, Јулиан Тувим, Бруно Шулц Зофиа Налковска, Маријан Хемар, Ханка Ордоновна), спортисти (Станислава Валасјевич, Халина Конопацка, Јануш Кусоћински).  Били су присутни и гости из иностранства. Године 1935, премијер и будући председник Естоније Константин Патс је посетио бању. Рајмунд Јарош, који је био власник бање од 1911. године, основао је Природњачки музеј (пољ. Muzeum Przyrodnicze) и базен са сланим сумпором, који су касније уништени током Другог светског рата . 
Након совјетске инвазије на Пољску 1939. године, бања је претворена у санаторијум за војнике Црвене армије.  Од 1941. до 1944. године град је био под немачком окупацијом, а после 1944. поново под совјетском окупацијом.  Потсдамским споразумом из 1945. године, град је одузет од Пољске и анектиран од стране Совјетског Савеза. Под совјетском влашћу, већина историјских зграда је уништена и замењена типичном совјетском архитектуром.
Споменик Адаму Мицкевичу, који је преживео Други светски рат и совјетску власт, реновиран је 2008. године 
До 18. јула 2020. године, Трускавец је био град обласног значаја. У јулу 2020. године, као део административне реформе Украјине, којом је број реона Лавовске области смањен на седам, град Трускавец је спојен са Дрогобичким реоном.

## Становништво
Према процени, у граду је 2012. живело 29.623 становника.
| 1979.  | 1989.  | 2001.  | 2012.  |
| ------ | ------ | ------ | ------ |
| 26.308 | 32.825 | 31.037 | 29.623 |

## Партнерски градови
- Пшемисл